# IC 4016
IC 4016 est une lointaine galaxie lenticulaire (elliptique ?) située dans la constellation des Chiens de chasse à environ 493 millions années-lumière de la Voie lactée. Elle a été découverte par l'astronome allemand Max Wolf en 1899.
En fait, on peut voir sur l'image relevé SDSS qu'il s'agit d'une paire de galaxies, mais la plupart des sources consultées désignent la galaxie au nord comme étant NGC 4893 et celle au sud comme étant la galaxie lenticulaire IC 4016 (PGC 44696). Il y a toutefois des versions différentes. Le professeur Seligman semble plutôt considérer NGC 4893 comme une réelle paire de galaxie constitué d'IC 4015 au nord et d'IC 4016 au sud, alors que Simbad désigne incorrectement la galaxie PGC 44696 au sud comme étant IC 4013 qui est en fait une étoile. D'autre part, les désignations IC 4015 et IC 4016 sont absentes des bases de données HyperLeda et Simbad, mais les données de PGC 44696 en font partie. IC 4016 est souvent désigné comme NGC 4893A,.